# Huchenneville
Huchenneville település Franciaországban, Somme megyében. Lakosainak száma 681 fő (2022. január 1.). Huchenneville Mareuil-Caubert, Bailleul, Béhen, Bray-lès-Mareuil, Huppy, Limeux és Moyenneville községekkel határos.

## Népesség
A település népességének változása:
| Lakosok száma | 660  | 666  | 682  | 665  | 663  | 661  | 668  | 674  | 681  |
|               | 2013 | 2015 | 2016 | 2017 | 2018 | 2019 | 2020 | 2021 | 2022 |